# Partit del Kurdistan Independent
Partit del Kurdistan Independent o Partit Independent del Kurdistan (kurd: Partî Serbestî Kurdistan, PSK) és una organització política kurda clandestina de l'Iran creat davant la manca de drets nacionals i socials dels kurds, per defensar els interessos del kurds iranians i la formació d'un estat independent al Kurdistan oriental i la seva unió eventual als altres kurds en un gran estat independent. Es va fundar el 17 de febrer de 2006, amb militància activa principalment a Europa i Estats Units. En el moment de la fundació el 2006 fou designat líder Aref Ahmadi. La seva organització juvenil és l'Organització Juvenil Independent del Kurdistan.